# ديك مايرز
ديك مايرز (بالإنجليزية: Dick Myers)‏ هو لاعب اتحاد الرغبي نيوزلندي، ولد في 6 يوليو 1950 في هاميلتون في نيوزيلندا.